# Parafia św. Jakuba Starszego i św. Agnieszki Panny Męczennicy w Nysie
Parafia św. Jakuba Starszego i św. Agnieszki w Nysie – rzymskokatolicka parafia położona w metropolii katowickiej, diecezji opolskiej, w dekanacie nyskim.

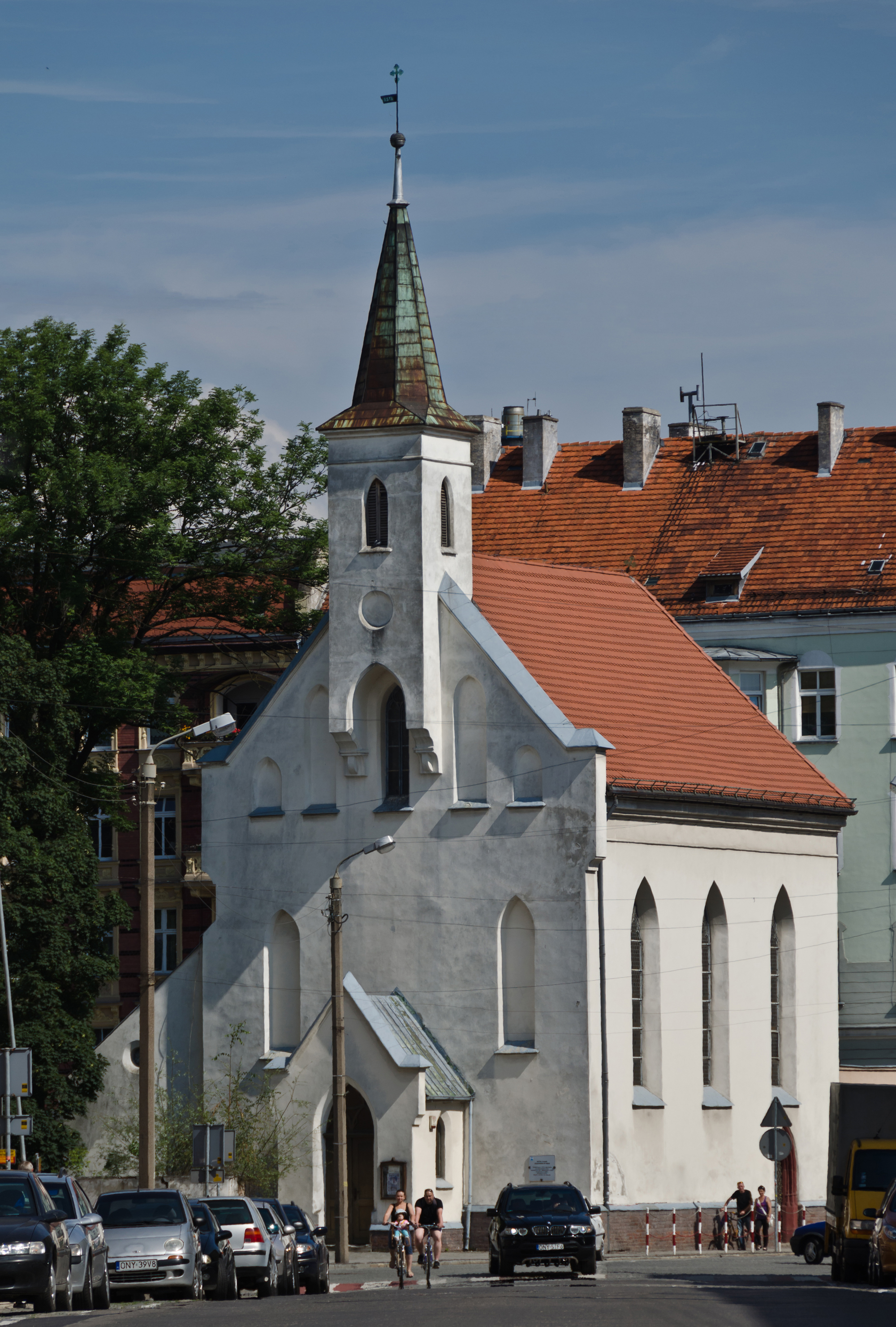
Kościół filialny Zwiastowania NMP

Jest jedną z najstarszych parafii w dekanacie nyskim, została założona na przełomie XII i XIII wieku Obejmowała obszar tzw. Nowego Miasta.